# 瓦扎诺
瓦扎诺（義大利語：Vazzano），是意大利维博瓦伦蒂亚省的一个市镇。总面积19平方公里，人口1115人，人口密度58.7人/平方公里（2009年）。